# 보산정
보산정은 대한민국 경기도 양평군 단월면 보룡리에 있다. 1986년 5월 30일 양평군의 향토유적 제11호로 지정되었다.

## 개요
고려 말 공민왕 때 무안 박씨의 선조인 간의대부(諫議大夫) 송림공(松林公)이 당시 정계와 왕궁의 혼란을 피해 이곳에 낙향하여 시화장으로 건립한 것이 그 기원이라 한다. 고려 우왕 1년(1375)에 창건하고, 그 뒤 송림공의 6대손 이조참판 항양공 박원겸의 수학당으로 이용한 곳이다. 오랜 세월이 흐르는 동안 여려 차레 중건을 거듭하였으며, 현 건물은 1974년 무안 박씨 중종에서 시멘트조로 복원한 것이다.

## 참고 자료
- 보산정 - 양평문화원